# Valia Garzón Díaz
Valia Garzón Díaz (La Habana, Cuba, 1968) es una curadora, valuadora y experta en artes visuales internacionales.

## Biografía
Se graduó de La Universidad de La Habana con el título de Licenciada en Historia del Arte en 1992. Ha sido especialista en artes visuales latinoamericanas en Casa de Las Américas, Cuba y curadora en la Fototeca del Centro de Investigaciones Regionales de Mesoamérica (CIRMA) en Guatemala. En 2002 fue invitada al «Fellowship Program del Center on Philantrophy and Civil Society de City University of New York (CUNY)». También se ha desempeñado como Directora de Arte del Instituto Guatemalteco Americano (IGA) de Ciudad Guatemala y ha tenido a su cargo el avalúo de colecciones institucionales, corporativas y privadas en Estados Unidos y a nivel internacional. Actualmente es consultora independiente para la investigación de procedencia de las obras de arte «provenance research»  y está calificada como «accredited appraiser» por la «International Society of Appraisers (ISA)». Vive y trabaja en Washington D. C., Estados Unidos.

## Perfil profesional
Se especializa en avalúos y estudios de procedencia para importantes colecciones públicas, corporativas y privadas, así como para subastas y donaciones realizadas por coleccionistas privados a Smithsonian American Art; George Washington University; Museo Reina Sofía, España; Tate Gallery, Londres; Pérez Art Museum, Miami; Museum of Fine Arts, Houston; Tampa Art Museum; San Francisco Museum of Art, San Francisco, CA., Lowe Art Museum, Miami; Fundación de la Ruta Maya, Cintas Foundation, Art Museum of the Americas, Washington D. C. y el Banco Interamericano de Desarrollo (BID) entre otros. Imparte clases magistrales y talleres en diversas instituciones culturales.
Además de realizar avalúos de pintura, escultura, fotografía, gráfica e instalaciones, ha valuado piezas monumentales de Joan Miró, Fernando Botero, Jaume Plensa, Pablo Atchugarry, Jorge Jiménez Deredia, Lydia Azout, Boaz Vaadia, Glenda León, Emmett Moore, Wifredo Lam, Tomás Sánchez, Joan Mitchell, Alma Thomas y Ai Weiwei, entre otros. En 2019 curó la última exhibición internacional del maestro guatemalteco Rodolfo Abularach, antes de su muerte, en el Art Museum of the Americas de Washington D. C., Estados Unidos.
Ha sido nombrada por el estate del maestro Carlos Mérida y el estate del Maestro Enrique Tábara como investigadora de procedencia. Entre los proyectos en los que trabaja actualmente se encuentra la planificación del catálogo razonado de Carlos Mérida y es asistente de «provenance research» para el libro «Modern Cuban Painters» próximo a salir en 2024.

## Nota
Por norma las investigaciones de procedencia y avalúos de obras de arte son estrictamente confidenciales, por lo que no se citan datos.

## Libros publicados
- Guatemala ante la lente.[5]
- Memoria: Arte Cubano del Siglo XX y Artes Visuales Cubanas del Siglo XX.[6][7]
- Las hondas guatemaltecas.[8]
- Julio Zadik: un fotógrafo moderno en Guatemala.[9]
- Colabora además, con numerosas revistas y publicaciones especializadas, como Artnexus.[10][11][12][13]